# Johannes Bosschaert
Pour les articles homonymes, voir Bosschaert.
 (juin 2025).
Johannes Bosschaert est un peintre néerlandais né vers 1610 à Middelbourg et mort vers 1650 à Utrecht.
Il continue le style d’œuvres de son père, Ambrosius Bosschaert (1573-1621), des vases de fleurs dans des niches ou des fenêtres, souvent avec un lépidoptère, tel le Vulcain. Il est également influencé par Roelandt Savery (1576-1639) qui, lui-même, était proche d’Ambrosius Bosschaert.

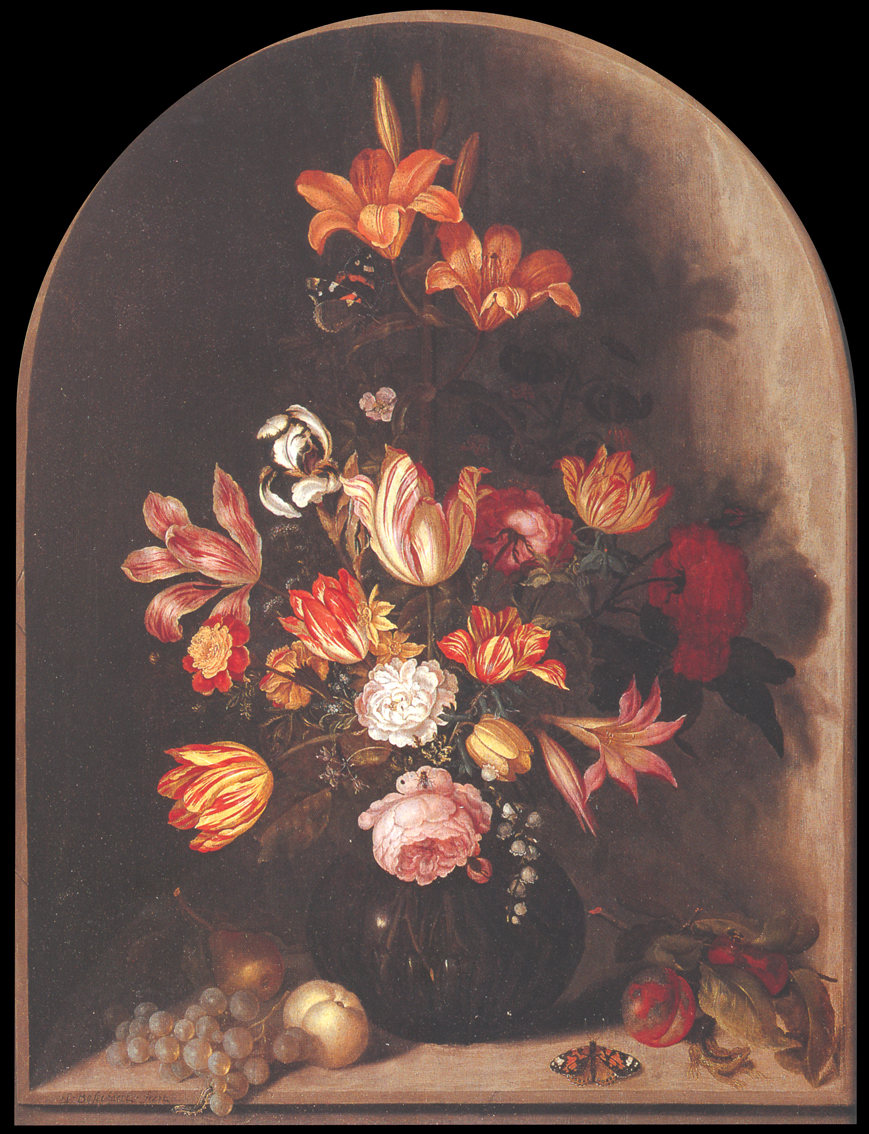
Vase de fleurs dans une niche
Panier de fleurs, Musée du Louvre